# Nikopsía

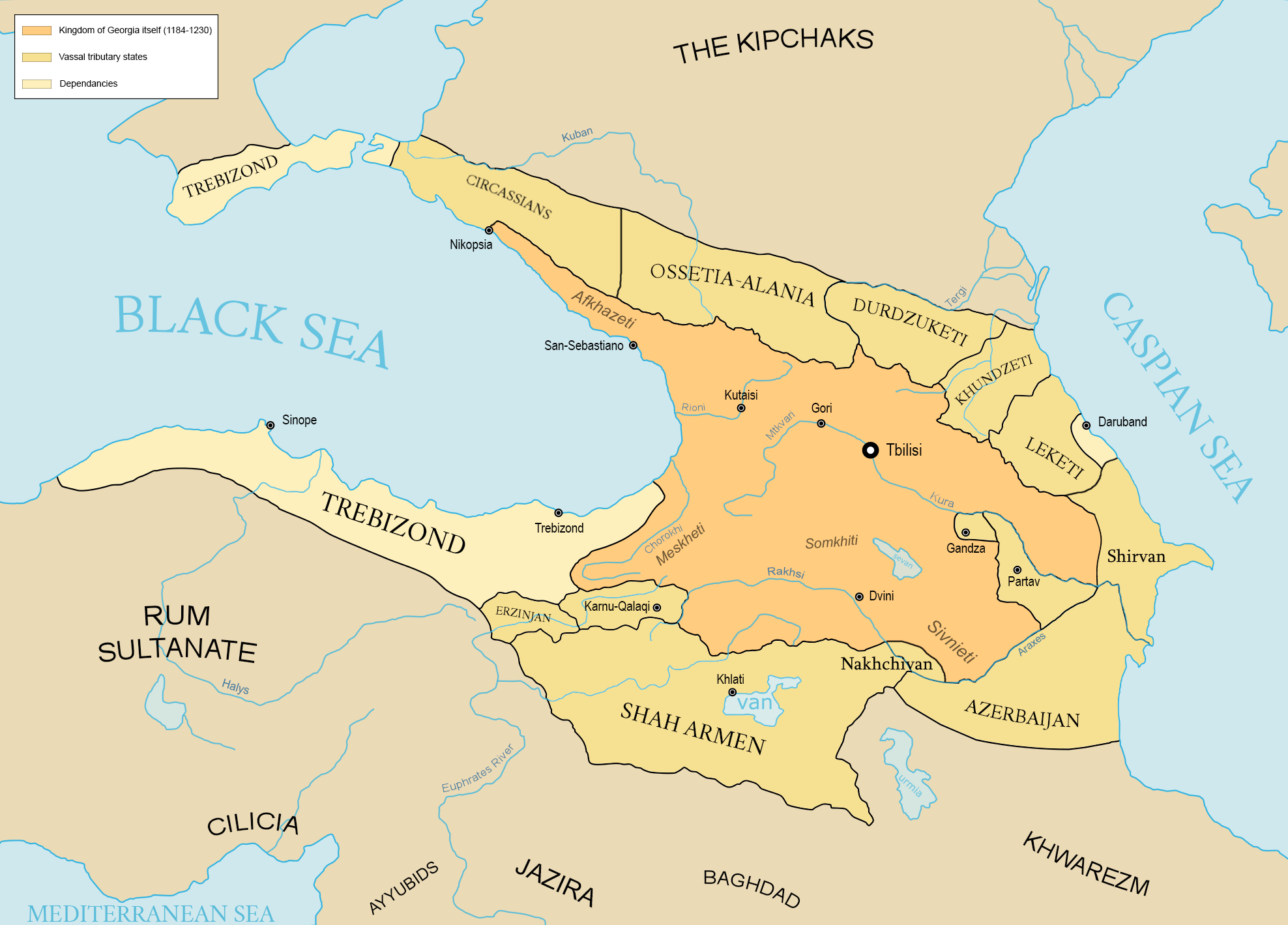
Imperio georgiano con afluentes.

Nikopsía (del ruso: Никопси́я), en georgiano: ნიკოფსია o Nikopsis (Никопсис) fue una de las ciudades de la antigua Zijia (Circasia), conocida desde el siglo I d. C.

## Historia
La localidad es conocida por ser el lugar donde se enterró, tras su martirio, a Simón el Zelote por los zigos en el año 55, por lo que se convirtió en lugar de peregrinación cristiano. Se considera que se trataba de una gran fortaleza situada en la desembocadura del río Nechepsujo en el mar Negro, 200 m tierra adentro, en la localidad actual de Novomijáilovski, en el raión de Tuapsé del krai de Krasnodar de Rusia, aunque algunos investigadores la sitúan entre Gagra y Ádler. Allí se han encontrado restos de una primitiva capilla cristiana. Se descubrieron otras fortalezas que se consideran parte del complejo: una 1 km río arriba y otra en el cabo Beskrovni. Nikopsía fue sede de la eparquía ortodoxa homónima como parte del Patriarcado de Constantinopla y centro de peregrinación en la zona de Cherkesia y la vecina Abjasia en relación con el culto a Simón el Zelote. Fuentes georgianas la citan en el siglo XII como parte de las posesiones de Vardana Dadiani (ministro de palacio del Reino de Georgia). Se han hallado construcciones de los siglos XIII y XIV. Aparece en las leyendas como patria del héroe circasiano Inal.